# 더 그렉 윌슨
더 그렉 윌슨(The Greg Wilson)은 미국의 배우, 성우, 텔레비전 배우이다.

## 영화
- 엔드리스 범머 (2009년)
- 섹시한 미녀는 괴로워 (2008년) - 아노 블라운트 역